# Estinzione (romanzo)
Estinzione (The Sixth Extinction) è un romanzo thriller scritto da James Rollins nel 2014.
È l'undicesimo romanzo che l'autore ha scritto della serie sulla Sigma Force.

## Trama
Il giovane Charles Darwin ha deciso di occultare la parte del viaggio che avrebbe condotto il brigantino Beagle in Antartide.
Due secoli dopo è lo scienziato Alex Harrington che in prossimità del Polo Sud studia misteriose ed aggressive forme di vita che nessuno sembra aver mai visto. Altri scienziati con pochi scrupoli o troppi ideali, come Cutter Elwes, vorrebbero forzare una pericolosa contaminazione genetica.

## Edizioni
- James Rollins, Estinzione, Nord, 2014, ISBN 9788842925231.